# کوادری آرونا
کوادری آکیناده آرونا (زاده ۹ اوت ۱۹۸۸ در اویو، نیجریه) یک بازیکن حرفه‌ای تنیس روی میز اهل نیجریه است. او برای نیجریه در بازی‌های المپیک تابستانی ۲۰۱۲، المپیک تابستانی ۲۰۱۶ و المپیک تابستانی ۲۰۲۰ بازی کرد و همچنین در سال ۲۰۱۶ به مرحله یک چهارم نهایی رسید او اولین بازیکن آفریقایی است که در بین  ۱۰ بازیکن برتر جهان قرار گرفته است.
در جام جهانی ۲۰۱۴ در مسابقات انفرادی مردان به مرحله یک چهارم نهایی رسید.
در مسابقات تنیس آزاد (اوپن) ورد چلنج بلغارستان ۲۰۱۷ ITTF، او به نیمه نهایی راه یافت، که در این مرحله طی یک مسابقه سخت و تنگاتنگ توسط برنده نهایی این مسابقات دیمیتری اووچاروف شکست خورد. آرونا به خاطر سبک بازی با فورهندش شهرت دارد که پیروزی‌های زیادی برای او به ارمغان می‌آورد.
او در سال ۲۰۱۴ در رتبه ۳۰ تنیس روی میز جهان قرار گرفت و فدراسیون بین‌المللی تنیس روی میز او را به عنوان بهترین بازیکن سال معرفی کرد. او همچنین عضو تیم نیجریه بود که مدال برنز بازی‌های مشترک المنافع ۲۰۱۴ را به دست آورد.

## زندگی شخصی
او با یکی دیگر از بازیکنان تنیس روی میز ازدواج کرده است. کوادری در دبیرستان اوبا آدیمی، ایالت اویو، نیجریه حضور یافت، جایی که در مسابقات مختلف تنیس روی میز نماینده مدرسه، منطقه حکومت محلی اویو شرقی و ایالت اویو بود.

## جوایز
آرونا کوادری برنده جایزه ورزشکار برجسته سال در جایزه ورزشی نیجریه ۲۰۱۸ شد.